# Thomas Bodmer (Herausgeber)
Thomas Bodmer (* 1951 in Zürich) ist ein Schweizer Herausgeber, Lektor, Autor und Übersetzer.

## Leben
Thomas Bodmer war zwanzig Jahre lang Verlagslektor bei den Verlagen Diogenes und Haffmans, wo er Autoren wie Friedrich Dürrenmatt, Patricia Highsmith, Tomi Ungerer, Robert Gernhardt, Eckhard Henscheid, Julian Barnes und Peter Greenaway betreute. Seit 1992 arbeitet er als Herausgeber, Journalist und Übersetzer. Die Texte von James Hamilton-Paterson übersetzt er seit 1999.
Er war auch Lektor für die Quartalszeitschrift Häuptling eigener Herd.

## Werke

### Herausgeber
- Untierhaltung: Das Gesamtkunstwerk Kaspar Fischer. NZZ Verlag, Zürich 2001, ISBN 3-85823-876-7.
- mit Gerd Haffmans: Der Rabe.

### Übersetzungen
- James Hamilton-Paterson: Vom Meer: Über die Romantik von Sonnenuntergängen, die Mystik des grünen Blitzes und die dunkle Seite von Delfinen. Mare, Hamburg 2010, ISBN 978-3-86648-119-0.
- Helen Simpson: Gleich, Schätzchen. Erzählungen. Kein & Aber, Zürich 2010, ISBN 978-3-03-695555-1.
- Georges Simenon: Chez Krull. Kampa, Zürich 2018, ISBN 978-3-311-13335-3.
- Georges Simenon: Maigret im Haus des Richters. Kampa, Zürich 2018, ISBN 978-3-311-13021-5.
- Georges Simenon: Maigret im Haus der Unruhe. Kampa, Zürich 2019, ISBN 978-3-311-13000-0.

## Auszeichnungen
- 2013: Deutscher Jugendliteraturpreis[2][3]
- 2020: Deutscher Jugendliteraturpreis für Dreieck Quadrat Kreis (Übersetzung),[3] Illustration: Jon Klassen